# Thomas Massie
Thomas Harold Massie (Huntington, Nyugat-Virginia, 1971. január 13. –) amerikai politikus és mérnök. A Republikánus Párt tagjaként Massie 2012 óta Kentucky 4. kongresszusi körzetének képviselője. A körzet Kentucky északkeleti részének nagy részét lefedi, de legfontosabb részei a Cincinnati nagyvárosi statisztikai terület kentuckyi fele és Louisville keleti külvárosai.
Mielőtt csatlakozott a Kongresszushoz, Massie 2011 és 2012 között Lewis megye bírája volt. Emellett egy Massachusettsben székelő startupot is alapított, az államban korábban a Massachusetts Institute of Technology-n tanult.
Massie a korlátozott kormányzás, a költségvetési felelősségvállalás és az egyéni szabadságjogok melletti kiállásáról ismert, gyakran a libertárius elvekkel összhangban szavaz. Massie-t libertárius republikánusként és a Tea Party mozgalom tagjaként írták le, amely támogatta 2012-es kongresszusi jelöltségét. Massie „alkotmányos konzervatívnak” nevezte magát, kijelentve, hogy politikai filozófiája abban a meggyőződésben gyökerezik, hogy „a szövetségi kormányt szigorúan az alkotmánynak kell korlátoznia.”

## Fiatalkora, oktatása és üzleti karriere
Massie Huntingtonban, Nyugat-Virginiában született. Appalache-hegységbeli amerikai kultúrában nőtt fel Vanceburgben. Feleségével, Rhondával a vanceburgi Lewis Megyei Középiskolában ismerkedett meg. Apja sörforgalmazó volt.
Massie villamosmérnöki alapképzést (BSc) és gépészmérnöki mesterdiplomát (MSc) szerzett a Massachusetts Institute of Technology-n (MIT).
1992-ben Massie megnyerte az MIT akkoriban 2,70 („Bevezetés a tervezésbe és gyártásba”, mai nevén 2,007) tervezési versenyét. Woodie Flowers, az MIT professzora, a 2,70 verseny úttörője megemlítette, hogy Massie hetedik osztályban a televízióban nézte ezt a versenyt, és az MIT-re szeretett volna jönni, hogy megnyerje.
1993-ban Massie és felesége megalapították a SensAble Devices Inc. nevű céget, amely lehetővé tette a felhasználók számára, hogy érezzék a képernyőn megjelenő digitális tárgyakat. Ugyanebben az évben fejezte be alapképzését, és szakdolgozatát is erről írta: Három szabadságfokú erővisszaverő haptikus interfész tervezése. 1995-ben Massie elnyerte a 30 000 dolláros Lemelson-MIT diákdíjat a feltalálóknak, és a 10 000 dolláros David és Lindsay Morgenthaler-nagydíjat az MIT $10K Entrepreneurial Business Plan versenyen. 1996-ban cégét SensAble Technologies, Inc. néven újjáalakították, miután partnere, Bill Aulet csatlakozott hozzá. A cégnél töltött ideje alatt 32 millió dollár kockázati tőkét gyűjtött össze, 70 embert foglalkoztatott, és 24 szabadalmat szerzett, amelyeket 2003-ban eladott.
Massie 1996-ban szerzett mesterdiplomát.

## Fordítás
Ez a szócikk részben vagy egészben  a   Thomas Massie című angol Wikipédia-szócikk ezen változatának fordításán alapul.  Az eredeti cikk szerkesztőit annak laptörténete sorolja fel. Ez a jelzés csupán a megfogalmazás eredetét és a szerzői jogokat jelzi, nem szolgál a cikkben szereplő információk forrásmegjelöléseként.